# Ulak Tanding (Padang Ulak Tanding)
Ulak Tanding is een bestuurslaag in het regentschap Rejang Lebong van de provincie Bengkulu, Indonesië. Ulak Tanding telt 609 inwoners (volkstelling 2010).